# Carlton Series 2000/01
Das Carlton Series 2000/01 war ein Drei-Nationen-Turnier, das vom 11. Januar bis zum 9. Februar 2001 in Australien im One-Day Cricket ausgetragen wurde. Bei dem zur internationalen Cricket-Saison 2000/01 gehörenden Turnier nahmen neben dem Gastgeber die Mannschaften aus Simbabwe und den West Indies teil. Australien gewann die Finalserie gegen die West Indies mit 2–0.

## Vorgeschichte
Das Turnier fand im Anschluss an die Test-Serie statt, die die West Indies in Australien bestritt und die Australien mit 5–0 gewonnen hatte. Simbabwe spielte zuvor eine Tour in Indien.

## Format
In einer Vorrunde spielte jede Mannschaft gegen jede viermal. Für einen Sieg gab es zwei, für ein Unentschieden oder No Result einen Punkt. Die beiden Gruppenersten qualifizierten sich für das Finale und spielten dort im Best-of-Three-Modus um den Turniersieg.

## Stadion
Die folgenden Stadien wurden als Austragungsorte ausgewählt und am 6. Juli 2000 bekanntgegeben.
| Stadion                  | Stadt     | Kapazität | Spiele                                |
| ------------------------ | --------- | --------- | ------------------------------------- |
| Adelaide Oval            | Adelaide  | 53.583    | 7. & 8. Vorrundenspiel                |
| The Gabba                | Brisbane  | 42.000    | 2. & 3. Vorrundenspiel                |
| Bellerive Oval           | Hobart    | 20.000    | 10. Vorrundenspiel                    |
| Melbourne Cricket Ground | Melbourne | 100.024   | 1. & 5. Vorrundenspiel; 2. Finale     |
| WACA Ground              | Perth     | 20.000    | 11. & 12. Vorrundenspiel              |
| Sydney Cricket Ground    | Sydney    | 48.000    | 4., 6. & 9. Vorrundenspiel; 1. Finale |

## Kaderlisten
Die West Indies benannten ihren Kader am 19. Dezember 2000. Simbabwe benannte seinen Kader am 9. Januar 2001.
| ODI | ODI | ODI |
| Australien | Simbabwe | West Indies |
| --- | --- | --- |
| - Steve Waugh (K) - Adam Gilchrist (VK & wk) - Michael Bevan - Nathan Bracken - Damien Fleming - Brad Haddin (wk) - Ian Harvey - Simon Katich - Shane Lee - Darren Lehmann - Glenn McGrath - Damien Martyn - Ricky Ponting - Andrew Symonds - Shane Warne - Mark Waugh | - Heath Streak (K) - Alistair Campbell - Stuart Carlisle - Andy Flower (wk) - Grant Flower - Travis Friend - Angus Mackay - Trevor Madondo - Doug Marillier - Brian Murphy - Mluleki Nkala - Gavin Rennie - Bryan Strang - Dirk Viljoen - Guy Whittall | - Jimmy Adams (K) - Carl Hooper - Marlon Black - Sherwin Campbell - Cameron Cuffy - Daren Ganga - Wavell Hinds - Ridley Jacobs (wk) - Sylvester Joseph - Brian Lara - Nixon McLean - Mahendra Nagamootoo - Ricardo Powell - Marlon Samuels - Colin Stuart - Laurie Williams |

## Spiele

### Vorrunde
Tabelle
| Teams       | Sp. | S | N | U | R | NR | Punkte | NRR    |
| ----------- | --- | - | - | - | - | -- | ------ | ------ |
| Australien  | 8   | 8 | 0 | 0 | 0 | 0  | 16     | +1.360 |
| West Indies | 8   | 3 | 5 | 0 | 0 | 0  | 6      | −0.725 |
| Simbabwe    | 8   | 1 | 7 | 0 | 0 | 0  | 2      | −0.546 |

Sieg: 2 Punkte; Remis: 1 Punkte
Spiele
| 11. Januar Scorecard | Melbourne | Australien 267-6 (50)          | – | West Indies 193-7 (50) |
|                      |           | Australien gewinnt mit 74 Runs |   |                        |

| 13. Januar Scorecard | Brisbane | Simbabwe 240-9 (50)              | – | West Indies 241-9 (48.4) |
|                      |          | West Indies gewinnt mit 1 Wicket |   |                          |

| 14. Januar Scorecard | Brisbane | West Indies 234-8 (50)           | – | Australien 236-1 (43.4) |
|                      |          | Australien gewinnt mit 9 Wickets |   |                         |

| 17. Januar Scorecard | Sydney | Australien 277-4 (50)                       | – | West Indies 211-8 (42.4/42.4) |
|                      |        | Australien gewinnt mit 28 Runs (D/L method) |   |                               |

| 21. Januar Scorecard | Melbourne | Simbabwe 223-9 (50)              | – | Australien 226-2 (36.5) |
|                      |           | Australien gewinnt mit 8 Wickets |   |                         |

| 23. Januar Scorecard | Sydney | Simbabwe 138 (47.2)          | – | West Indies 91 (31.5) |
|                      |        | Simbabwe gewinnt mit 47 Runs |   |                       |

| 25. Januar Scorecard | Adelaide | West Indies 235-6 (47/47)                    | – | Simbabwe 175 (40.2/47) |
|                      |          | West Indies gewinnt mit 77 Runs (D/L method) |   |                        |

| 26. Januar Scorecard | Adelaide | West Indies 123 (35.1)            | – | Australien 124-0 (22.5) |
|                      |          | Australien gewinnt mit 10 Wickets |   |                         |

| 28. Januar Scorecard | Sydney | Australien 291-6 (50)          | – | Simbabwe 205 (47.5) |
|                      |        | Australien gewinnt mit 86 Runs |   |                     |

| 30. Januar Scorecard | Hobart | Simbabwe 279-6 (50)              | – | Australien 282-4 (44) |
|                      |        | Australien gewinnt mit 6 Wickets |   |                       |

| 2. Februar Scorecard | Perth | West Indies 178 (47.2)          | – | Simbabwe 134 (42.3) |
|                      |       | West Indies gewinnt mit 44 Runs |   |                     |

| 4. Februar Scorecard | Perth | Australien 302-5 (50)        | – | Simbabwe 301-6 (50) |
|                      |       | Australien gewinnt mit 1 Run |   |                     |

### Finale
| 7. Februar Scorecard | Sydney | Australien 253-9 (50)           | – | West Indies 119 (37.2) |
|                      |        | Australien gewinnt mit 134 Runs |   |                        |

| 9. Februar Scorecard | Melbourne | Australien 338-6 (50)          | – | West Indies 299 (49.3) |
|                      |           | Australien gewinnt mit 39 Runs |   |                        |